# آبگیر سد

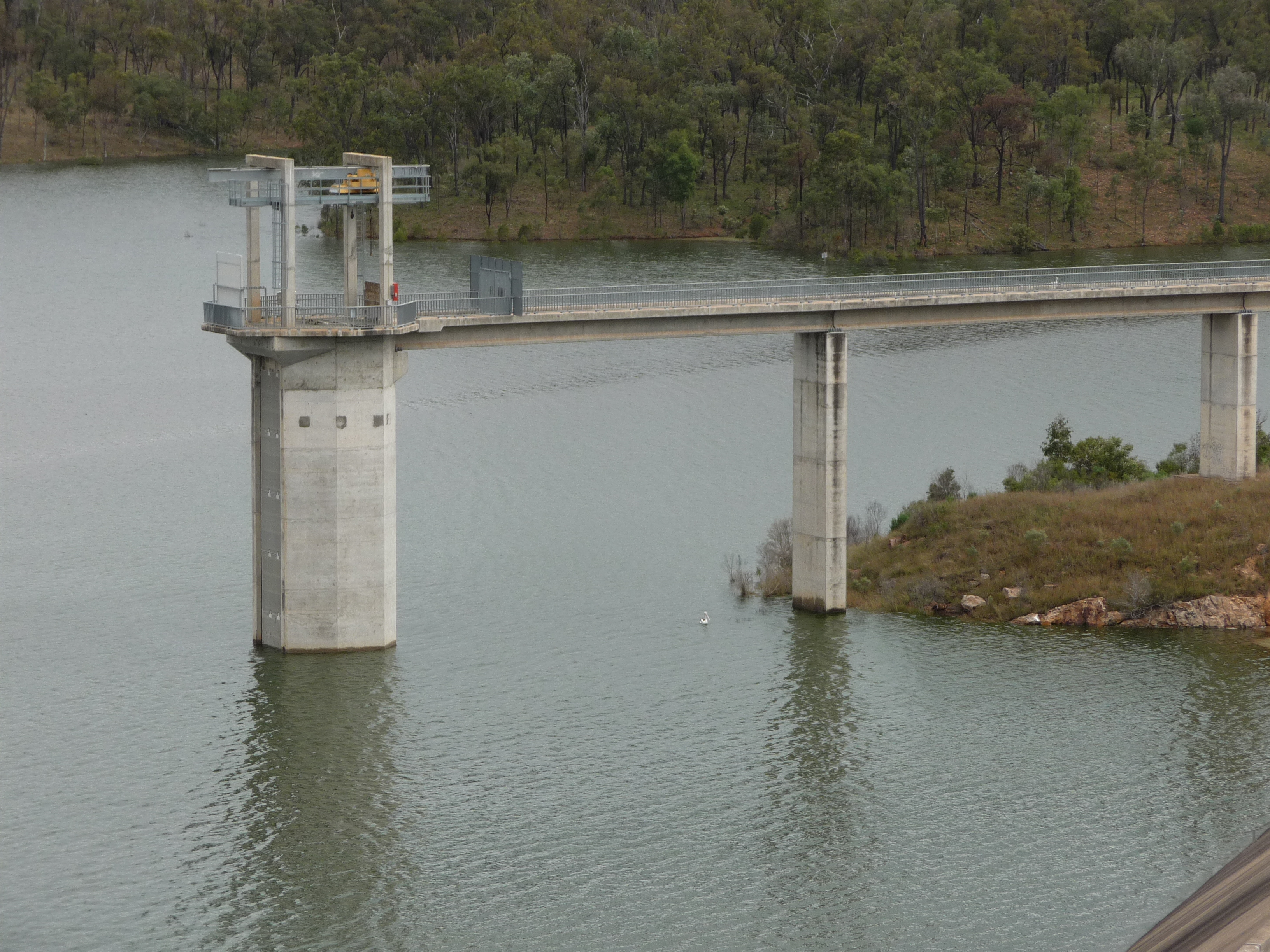
آبگیر سد

آبگیر سد (به انگلیسی: Intake tower) سازهٔ هیدرولیکی در سد یا مجاورت سد است که برای وارد کردن آب از حوضچه بالادست به کار می‌رود.
همچنین وظیفهٔ جلوگیری از ورود اجسام خارجی به داخل توربین را نیز بر عهده دارد.
از دیگر وظایف آن می‌توان به مسدود کردن جریان آب زمان اضطراری اشاره کرد.

## دسته‌بندی
آبگیرها را می‌توان به دو دسته طبقه‌بندی کرد:

### آبگیر تراز پایین
آب را از طریق دهانه‌های قوطه ور مستقیماً به پنستاک می‌فرستد.

### آبگیر کانال باز
آب را به مجاری انحراف جریان باز هدایت می‌کند.